# 더티 히트
더티 히트(영어: Dirty Hit)는 영국의 인디펜던트 레코드 레이블로, 2009년 12월 제이미 오본, 브라이언 스미스와 전 잉글랜드 축구선수 우고 에히오구가 세웠다. 현재는 잉글랜드의 웨스트 런던에 위치하여 있다. 디지털 플랫폼인 인그루브스 뮤직 그룹을 통해 배급한다.

## 소속
- 벤자민 프랜시스 레프트위치
- 울프 앨리스
- The 1975
- 노 롬
- 더 재패니즈 하우스
- 벤 칸
- 비바두비
- 보
- 로어타운
- QTY
- 페일 웨이브스
- 킹 넌
- 404
- 슈퍼푸드
- 마리카 해크만
- 칼렙 스테프
- 저스트 밴코
- 컨디센트
- AMA[1][2]
- 오스카 랭
- 리나 사와야마
- 리오 반지
- 블랙스타키즈